# Stefan Kobel
Stefan Kobel, född 13 februari 1974 i Winterthur, är en schweizisk beachvolleybollspelare.
Kobel blev olympisk bronsmedaljör i beachvolleyboll vid sommarspelen 2004 i Aten.